# Kavachi
Pour l’article homonyme, voir Kavachi (divinité).
Le Kavachi, aussi appelé Kovachi et Rejo te Kavachi, est un volcan sous-marin des Salomon situé dans l'océan Pacifique. Il est l'un des volcans sous-marins les plus actifs du Sud-Ouest de l'océan Pacifique et a émergé à de nombreuses reprises en formant une petite île rapidement érodée par les vagues.

## Toponymie
Le Kavachi, parfois rencontré sous la forme « Kovachi », est aussi appelé « Rejo te Kavachi » ce qui signifie « Four de Kavachi »,. Kavachi est la déesse de la mer pour les habitants de l'archipel de la Nouvelle-Géorgie situé au nord et qui constitue les terres les plus proches du volcan.

## Géographie
Le Kavachi est un mont sous-marin situé dans la mer des Salomon, une mer du Sud-Ouest de l'océan Pacifique. Il se trouve au sud de Vangunu, au sud-ouest de Nggatokae et au sud-est de Tetepare, des îles de l'archipel de la Nouvelle-Géorgie qui fait partie des îles Salomon. Administrativement, le Kavachi fait partie de la province occidentale des Salomon.
Ce stratovolcan de forme conique s'élève de 1,1 à 1,2 kilomètre au-dessus des fonds marins sur son flanc Nord et d'une profondeur plus importante sur son flanc Sud. Son sommet se trouve à vingt mètres sous le niveau de la mer depuis son éruption de 2007, mais le volcan a émergé au total une dizaine de fois sous la forme d'une île d'un kilomètre de longueur depuis sa première éruption répertoriée en 1939,. Ces îles ont cependant été rapidement érodées au point de disparaitre à chaque fois.
Le magma qui alimente le Kavachi provient de la subduction de la plaque australienne sous la plaque pacifique dont la fosse océanique se trouve à seulement trente kilomètres au sud. Du fait de sa géologie, le Kavachi est l'un des nombreux volcans de la ceinture de feu du Pacifique. Il est par conséquent classé dans la catégorie des « volcans gris », qui ont un caractère explosif, car rejetant des laves peu fluides comme les andésites basaltiques émises par le Kavachi. Ses éruptions types se déroulent sous la forme d'explosions surtseyennes qui éjectent de la vapeur d'eau, des cendres et des bombes volcaniques qui s'élèvent en formant des panaches cypressoïdes,. Lorsque le volcan parvient à émerger, des coulées de lave peuvent être observées sur l'île nouvellement créée. Du fait de sa situation sous le niveau de la mer, les explosions sont partiellement contenues par la masse d'eau située au-dessus si bien que l'indice d'explosivité volcanique des éruptions du Kavachi sont comprises entre 0 et 2.

## Histoire
Les habitants des îles les plus proches du Kavachi avaient déjà observé du « feu sur l'eau », probablement lorsqu'ils avaient été témoins d'éruptions du volcan, mais la première répertoriée est celle de 1939. Depuis et jusqu'en 2010, le Kavachi est entré en éruption 32 fois au total, ce qui fait de lui le volcan sous-marin le plus actif du Sud-Ouest de l'océan Pacifique.
Au cours de ces éruptions, il a émergé dix fois de manière certaine et probablement deux autres fois sous la forme d'une île d'un kilomètre de longueur,. La dernière de ces émersions en date de la fin 2010 s'est déroulée au cours de son éruption de novembre 1999 à août 2003. L'éruption débutée fin 1951 a quant à elle produit un tsunami, le seul connu créé par une éruption de ce volcan.